# Jairo Clopatofsky
Jairo Raúl Clopatofsky Ghisays (Cartagena de Indias, Bolívar, 20 de octubre de 1961) es un político colombiano, miembro de su movimiento Promover Colombia. Ha sido elegido por elección popular para integrar el Senado y la Cámara de Representantes de Colombia.
Se lanzó como candidato presidencial por firmas del Movimiento independiente Promover Colombia para las Elecciones Presidenciales de Colombia de 2018, pero al no conseguir el aval por la Registraduría Nacional, el 19 de febrero de 2018 se une a la candidatura de Marta Lucía Ramírez con el movimiento Por una Colombia honesta y fuerte.

## Biografía
Clopatofsky Ghisays estudió en el colegio Liceo de La Salle hasta cuarto de Bachillerato, ingreso a la Escuela Naval de Cadetes para graduarse como bachiller. Continuó sus estudios en la Universidad de La Sabana donde se formó como Administrador de empresas; hizo una especialización en Ciencias Políticas en la Universidad Javeriana, y un máster en Administración Pública en la Universidad de Harvard, con el interés que siempre ha presentado por el tema de la Seguridad Nacional, realizó una Especialización en planificación y administración de los recursos de defensa en el Centro de Estudios Hemisféricos en la Universidad Nacional de Defensa de Estados Unidos.
En 1988, fundó el Movimiento Cívico Independiente, por el que logró ingresar en 1991 a la Cámara de Representantes por Bogotá. Dentro de su vida política, Jairo Clopatofsky Ghisays, se ha desempeñado como senador de la República, Representante a la Cámara por Bogotá, Presidente de la Acción Mundial de Parlamentarios, Organización No Gubernamental dependiente de la Organización de las Naciones Unidas con sede en Nueva York. En 2005 participa en la fundación del Partido de la U, por el cual resulta elegido nuevamente como senador en las elecciones legislativas de 2006.
Es creador y orientador de la Fundación Promover por Colombia en beneficio de las personas con algún tipo de Discapacidad, Catedrático de Administración Pública, en las Universidades: del Rosario, Salle, Bosque y actualmente en la Universidad de la Sabana. Ha sido un deportista consagrado, campeón nacional de veleros, en la marina fue campeón en cien metros, campeón ínter escuelas militares de Salto de altura y jugaba tenis. Su vida cambio en el año 1982 cuando sufrió un accidente automovilístico que le produjo paraplejía. Se sometió a un trasplante en 2005 en un proceso experimental usando células madre. Hacia julio de 2006, era capaz de volver a dar sus primeros pasos.
El 2 de agosto de 2010 luego de no ser elegido nuevamente como miembro del congreso colombiano, Juan Manuel Santos lo nombró Director de Coldeportes. En esa institución logró aumentar el presupuesto para el apoyo y desarrollo de los deportistas en todas las disciplinas y logró bajo su administración el honroso posicionamiento de Colombia en los Juegos Olímpicos de Londres al obtener 8 medallas Olímpicas, por primera vez en la historia de nuestro país.
En su periodo organizó el Mundial Sub-20, y los ocho estadios que se remodelaron durante la época de su mandato estuvieron dirigidos por él. Sacó adelante la Ley de Fútbol y acabó con las mallas y barreras que tenían los estadios. Organizó el fútbol colombiano cerrando cuatro clubes y convirtiéndolos en sociedades anónimas.
Posterior a ello es nombrado como diplomático en Canadá en los años 2012 a 2014, logrando alianzas comerciales y estratégicas del Este Canadiense con Colombia.
En 2017 decide lanzarse como precandidato a la Presidencia de la República.
En 2018 mediante un encuentro en los talleres Construyendo País fue designado por el presidente de la República en el cargo de Alto Consejero para la Participación de Personas con Discapacidad, donde su principal función es articular políticas dirigidas a este sector desde los diferentes ministerios.
Ocupó el cargo hasta agosto de 2021, cuando fue nombrado Embajador en Jamaica.

## Congresista de Colombia
En las elecciones legislativas de Colombia de 2002, Clopatofsky Ghisays fue elegido senador de la república de Colombia con un total de 43.265 votos. Posteriormente en las elecciones legislativas de Colombia de 2006, Clopatofsky Ghisays fue reelecto senador con un total de 56.457 votos.
En las elecciones legislativas de Colombia de 1991, Clopatofsky Ghisays fue elegido miembro de la Cámara de Representantes de Colombia con un total de 15.592 votos.

### Iniciativas
El legado legislativo de Jairo Raúl Clopatofsky Ghisays se identificó por su participación en las siguientes iniciativas desde el congreso:
- Reconocer la Profesión del Administrador de Seguridad.[13]
- Regula la actividad del personal de apoyo escénico y actores de fondo (Archivado).[14]
- Rendir homenaje a la memoria del honorable ciudadano y excongresista Luis Guillermo Vélez Trujillo (Aprobado tercer debate).[15]
- Crear la emisión de la estampilla Universidad Nacional Abierta y a Distancia (Archivado).[16]
- Expedir la Ley General de Pesca y Acuicultura (Archivado).[17]
- Garantizar el derecho fundamental a la vida mediante la incorporación del concepto de bienestar animal en Colombia (Archivado).[18]
- Crear el Sistema Nacional de Migraciones.[19]
- Reforma la integración del Senado, creando circunscripciones electorales especiales para los Llanos orientales, la Amazonia y las comunidades afrocolombianas (Archivado).[20]
- Establecer la rehabilitación integral para los miembros de la Fuerza Pública en situación de discapacidad.[21]
- Establecer el Sistema Nacional para el Desarrollo y la Integración Fronteriza.[22]

## Carrera política
Su trayectoria política se ha identificado por:

### Partidos políticos
A lo largo de su carrera ha representado los siguientes partidos:
| Partido político                | Fecha inicio        | Fecha fin           |
| Movimiento Promover Colombia    | Agosto de 2017      | -                   |
| Partido de la U                 | 20 de julio de 2006 | Agosto de 2017      |
| Movimiento Cívico Independiente | 20 de julio de 2002 | 19 de julio de 2006 |